# Lodewijk Ekering
Lodewijk Cornelis Willem Ekering (Den Haag, 15 maart 1889 - Amsterdam, 28 januari 1964) was een Nederlandse predikant en politicus voor de Nationaal-Socialistische Beweging.

## Biografie
Van 1908 tot 1912 studeerde Ekering theologie aan de Universiteit Leiden. Hij bezat zowel een diploma in de theologie als in de rechten, vandaar dat hij weleens dominee-meester werd genoemd. In 1913 trouwde hij met Wilhelmina Elisabeth Sophia Roth en zij kregen drie kinderen.

### Predikant
Van april 1913 tot 1916 was hij predikant in de hervormde gemeente van Woubrugge. Van 1916 tot 1921 werkte hij in Noordwijk aan Zee waar hij zich inzette voor nabestaanden van schepen die op mijnen waren gelopen, en voor slachtoffers en hun familieleden van de Spaanse griep. Van 1921 tot 1945 was hij predikant in Amsterdam. Tussen 1929 en 1939 presenteerde hij elke weekochtend van 10 tot kwart na 10 de ochtendwijding op de radio voor de AVRO.

### Politiek
In 1921 engageerde Ekering zich in Amsterdam ook politiek bij de Christelijk-Historische Unie. In 1924 stapte Ekering uit onvrede over de politieke richting van zijn partij over van de CHU naar de Hervormde (Gereformeerde) Staatspartij. Hier werd hij kandidaat voor de Tweede Kamerverkiezingen in 1925 en 1933. In dat laatste verkiezingsjaar werd Ekering lid van het hoofdbestuur. 
Drie jaar later, in 1936, werd hij lid van de NSB. In zijn woonplaats Amsterdam werd hij in 1939 verkozen als lid van de gemeenteraad Amsterdam. Hij zetelde er tot 1941, deels als fractievoorzitter. Daarnaast was hij oprichter en voorzitter van de Bond van Gereformeerde Jongeren. Het idee een nationaalsocialistisch Theologisch Front op te richten werd door Anton Mussert tegengehouden. Uit zijn antipapisme vloeide antibolsjewisme en nationaalsocialisme.

### Veroordeling
Op 5 september 1945 werd hij door de Nederlandse Hervormde Kerk uit zijn ambt gezet. Het Amsterdamse Tribunaal veroordeelde hem op 23 december 1946. Hij werd schuldig bevonden en kreeg vier jaar internering met aftrek van tijd in gevangenschap, die hij uitzat onder meer in Kamp Rhijnauwen, afname actief en passief kiesrecht en ontnemen van het recht het ambt van predikant te bekleden (wat in 1953 geschrapt werd na kritiek van de hervormde autoriteiten).

## Graf
Op 28 januari 1964 is Ekering overleden. Hij werd op 1 februari 1964 begraven op de begraafplaats van Westerveld.
- Gemeinsame Normdatei: 1120445620
- International Standard Name Identifier: 0000 0003 8713 963X
- Library of Congress Control Number: n2016062198
- Nederlandse Thesaurus van Auteursnamen: 131814672
- Virtual International Authority File: 280064391
- WorldCat: E39PBJfWYxC6JywvC9rkpg6Frq